# دانشگاه فنلاند شرقی

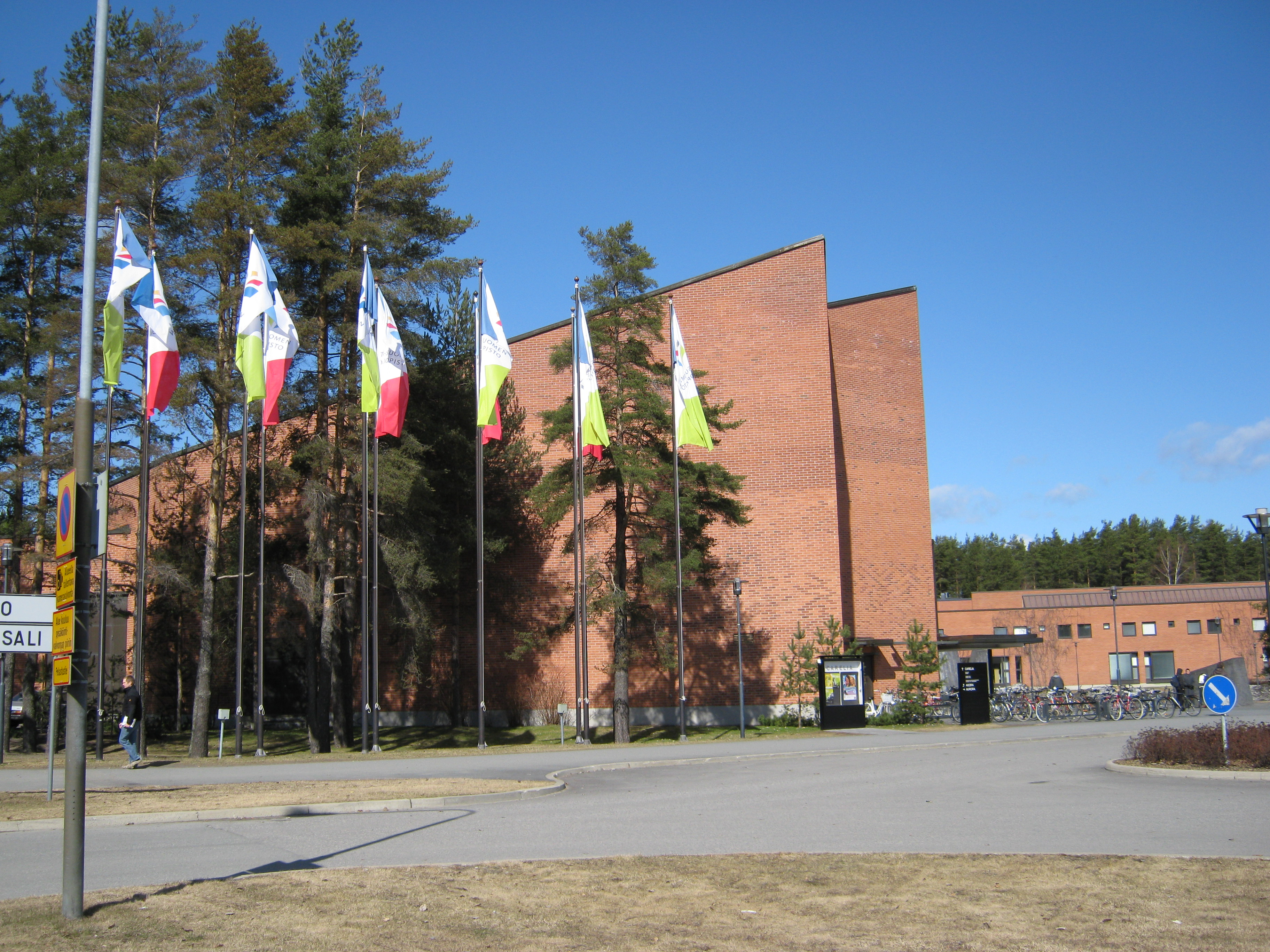
ساختمان کارلیا در پردیس یوئنسو

دانشگاه فنلاند شرقی (انگلیسی: University of Eastern Finland، فنلاندی: Itä-Suomen yliopisto) دانشگاهی در فنلاند است که در سال ۲۰۱۰ تأسیس شد و دارای پردیس‌هایی در یوئنسو و کوئوپیو است.

## تاریخچه
مجلس فنلاند در ۱۶ ژوئن ۲۰۰۹ قانون دانشگاه‌ها را تصویب کرد که در میان موارد دیگر، با اعطای یک شخصیت حقوقی مستقل به هر دانشگاه، به عنوان یک شرکت دولتی یا یک بنیاد، استقلال دانشگاه‌های فنلاند را گسترش داد. همچنین، سیستم‌های مدیریت و تصمیم‌گیری دانشگاه‌ها اصلاح شد.

### ادغام
۲۰۰۶ - دانشگاه یوئنسو و دانشگاه کوئوپیو تصمیم گرفتند همکاری متقابل خود را به عنوان بخشی از برنامه وزارت آموزش که به توسعه ساختاری مؤسسات آموزش عالی فنلاند می‌پردازد، تشدید کنند. پروژه دانشگاه فنلاند شرقی به عنوان یکی از پروژه‌های پیشرو وزارت آموزش و پرورش انتخاب شد. این پروژه یک گروه کاری به رهبری رییو ویهکو تشکیل داد.
۲۰۰۷ - گروه کاری رییو ویهکو گزارشی ارائه داد که پیشنهاد می‌کرد همکاری بین دو دانشگاه بیشتر تشدید شود. سنای دو دانشگاه رسماً با ادغام موافقت کردند و بدین ترتیب یک دانشگاه جدید تشکیل شد و چند هفته بعد نام آن، دانشگاه فنلاند شرقی، را انتخاب کردند.
۲۰۰۸ - ساختار سازمانی و استراتژی دانشگاه فنلاند شرقی تکمیل شد. دانشگاه یوئنسو و دانشگاه کوئوپیو حق مشترکی برای اعطای مدرک در رشته‌های اقتصاد و مدیریت بازرگانی دریافت کردند.
۲۰۰۹ - اولین پذیرش مشترک دانشجو در دانشگاه فنلاند شرقی در رشته‌های اقتصاد و مدیریت بازرگانی و علوم اجتماعی در سال ۲۰۰۹ انجام شد. در ماه مه ۲۰۰۹، «مرکز تحقیقات زیست‌محیطی چین و فنلاند» (SFERC)، حاصل همکاری دانشگاه یوئنسو، دانشگاه کوئوپیو و دانشگاه نانجینگ، با تمرکز بر آموزش عالی و تحقیقات در زمینه مسائل جنگلداری، انرژی و محیط زیست، در نانجینگ، چین افتتاح شد که اولین واحد از این نوع است که توسط یک دانشگاه فنلاندی در چین تأسیس شده است. SFERC در پردیس دانشگاه نانجینگ به عنوان یک پردیس دائمی وابسته به دانشگاه فنلاند شرقی فعالیت می‌کند.
۲۰۱۰ - دانشگاه فنلاند شرقی رسماً در ژانویه ۲۰۱۰ فعالیت خود را آغاز کرد که رسماً به فعالیت دانشگاه یوئنسو و دانشگاه کوئوپیو پایان داد. دانشگاه فنلاند شرقی در سال ۲۰۱۰ ارائه آموزش دندانپزشکی را آغاز کرد.
۲۰۲۰ - در این سال مسئولیت آموزشی در رشته گفتاردرمانی (لوگوپدیکس) و در سال ۲۰۲۲ مسئولیت آموزشی در رشته مهندسی به دانشگاه فنلاند شرقی واگذار شد.

## مکان‌ها

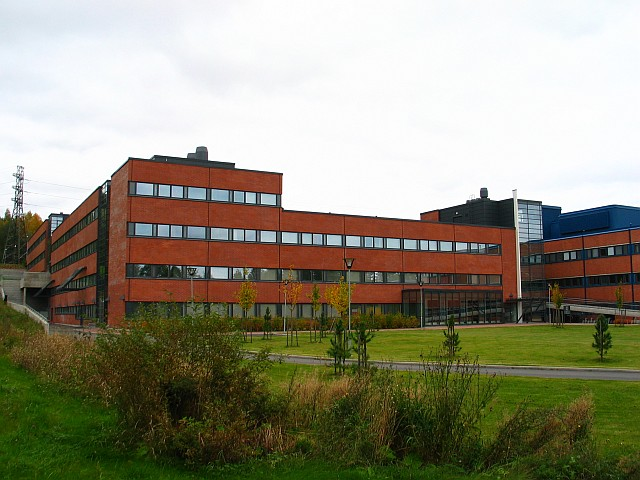
یکی از ساختمان‌های اصلی، مدی‌تکنیا، در پردیس کوئوپیو

دانشگاه فنلاند شرقی دو پردیس دارد، یکی در یوئنسو و دیگری در کوئوپیو که تقریباً ۱۳۰ کیلومتر (۸۰ مایل) از هم فاصله دارند.

## مدیریت
مدیریت دانشگاه فنلاند شرقی توسط هیئت مدیره، رئیس و رئیس دانشگاهی، هیئت علمی و شوراهای دانشکده و روسای آنها نظارت می‌شود. وظایف اداری عملی دانشگاه بر عهده کارکنان خدمات دانشگاه است.
هیئت مدیره
هیئت مدیره دانشگاه فنلاند شرقی بالاترین نهاد اجرایی دانشگاه است. هیئت مدیره دانشگاه فنلاند شرقی در مجموع از ۱۰ عضو تشکیل شده است که چهار نفر از آنها اعضای خارجی هستند. اعضای هیئت مدیره برای مدت سه سال خدمت می‌کنند.
رئیس و رئیس دانشگاهی
دانشگاه فنلاند شرقی دارای یک رئیس و یک رئیس دانشگاهی است. رئیس و روسای دانشگاهی توسط هیئت مدیره انتخاب می‌شوند. در سال 2019، هیئت مدیره به رهبری Lea Ryynänen-Karjalainen به اتفاق آرا Jukka Mönkkönen را برای دومین دوره پنج ساله، از سال ۲۰۲۰، به عنوان رئیس دانشگاه منصوب کرد. هیئت مدیره متشکل از ۱۰ عضو بود: Jaakko Kiander (نایب رئیس)، Jari Jolkkhokonen, Pulkhokonen, Julkhokonen, Julkhokonen, Jukkaonk جانا رکولاینن، تومی روستی، اولی سیرولا و متی تولوانن. Tapio Määttä به عنوان رئیس دانشگاه انتخاب شد. دانشگاه فنلاند شرقی با انتصاب یک رئیس و دو معاون رئیس برای دوره تصدی از سال 2025، مدل ریاست خود را اصلاح خواهد کرد. دوره فعلی ریاست رئیس و رئیس دانشگاهی در ۳۱ دسامبر ۲۰۲۴ به پایان می‌رسد. هیئت مدیره دانشگاه فنلاند شرقی، رئیس دانشگاهی، LLD Tapio Määttä را به عنوان رئیس جدید دانشگاه برای یک دوره پنج ساله از ۱ ژانویه ۲۰۲۵ انتخاب کرد. هیئت مدیره دانشگاه فنلاند شرقی، رئیس دانشکده علوم بهداشتی، Jussi Pihlajamäki را به عنوان معاون پژوهشی و معاون رئیس دانشکده فلسفه، استاد علوم تربیتی، Laura Hirsto را به عنوان معاون آموزشی انتخاب کرده است.
هیئت علمی
هیئت علمی دانشگاه فنلاند شرقی متشکل از 24 عضو است که هر کدام هشت نفر نماینده استادان دانشگاه، کارکنان آموزشی، پژوهشی و عمومی آن و ... هستند. اعضای انجمن دانشجویی. اعضا به مدت ۴ سال خدمت می‌کنند، به جز کسانی که نماینده انجمن دانشجویی هستند و دوره خدمتشان ۲ سال است.
شوراهای دانشکده و روسای دانشکده‌ها
دانشگاه فنلاند شرقی دارای چهار شورای دانشکده است: ۱) دانشکده فلسفه، ۲) دانشکده علوم، جنگلداری و فناوری، ۳) دانشکده علوم بهداشتی و ۴) دانشکده علوم اجتماعی و مطالعات بازرگانی که هر کدام توسط یک رئیس اداره می‌شوند.

## تحقیق و آموزش
دانشگاه فنلاند شرقی یک دانشگاه چند رشته‌ای است. چهار دانشکده UEF تدریس در تقریباً ۱۰۰ موضوع اصلی و برنامه‌های مدرک را ارائه می‌دهند. میزان پذیرش سالانه دانشجویان این دانشگاه تقریباً ۳۳۰۰ نفر است و این دانشگاه هر ساله نزدیک به ۳۱۰۰۰ درخواست برای پذیرش دریافت می‌کند. این دانشگاه تحصیلات کارشناسی، کارشناسی ارشد و دکترا را در ۱۲ رشته تحصیلی ارائه می‌دهد: پزشکی و داروسازی، علوم انسانی، آموزش، اقتصاد و مدیریت بازرگانی، علوم طبیعی، علوم جنگل، روانشناسی، الهیات، علوم بهداشتی، علوم اجتماعی، حقوق و مهندسی.

## زمینه‌های تحقیقاتی
زمینه‌های تحقیقاتی دانشگاه فنلاند شرقی حول چهار چالش جهانی بنا شده‌اند:
- سالمندی، سبک زندگی و سلامت
- تنوع‌بخشی به یادگیری و تعامل
- برخوردهای فرهنگی، تحرکات و مرزها
- تغییرات محیطی و استفاده پایدار از منابع طبیعی.

دانشگاه فنلاند شرقی از طریق تحقیقاتی که در جوامع تحقیقاتی میان‌رشته‌ای (RC) خود انجام می‌دهد، به چالش‌های بالا می‌پردازد. جوامع تحقیقاتی دانشگاه عبارتند از:
- پزشکی قلب و عروق پایه، کاربردی و بالینی
- مرزها، تحرکات و برخوردهای فرهنگی
- فشارهای اقلیمی، اکوسیستم‌ها و سلامت
- فناوری‌های کشف و تحویل دارو
- اثربخشی خدمات اجتماعی و بهداشتی
- جنگل‌ها و اقتصاد زیستی
- یادگیری در جامعه دیجیتالی
- بیماری‌های متابولیک
- تحقیقات چند رشته‌ای سرطان
- بیماری‌های اسکلتی عضلانی
- علوم اعصاب
- فوتونیک
- مدیریت مشترک پایدار منابع آب و محیط‌های آبی
- جامعه منابع پایدار: اقتصاد چرخشی، انرژی و مواد اولیه

## همکاری بین‌المللی
دانشگاه فنلاند شرقی یک دانشگاه تحقیقاتی بین‌المللی با شبکه گسترده‌ای از شرکای خارجی است. این دانشگاه توافق‌نامه‌های دوجانبه‌ای در مورد همکاری با تقریباً ۷۰ دانشگاه در خارج از کشور منعقد کرده است. علاوه بر این، این دانشگاه در چندین شبکه بین‌المللی و پروژه‌های خاص رشته‌ای مشارکت دارد و کارکنان آموزشی و پژوهشی و دانشجویان دانشگاه در مشارکت در برنامه‌های مختلف تحرک فعال هستند.
این دانشگاه عضو فعال دانشگاه قطب شمال است. UArctic یک شبکه همکاری بین‌المللی مستقر در منطقه قطب شمال است که شامل بیش از ۲۰۰ دانشگاه، کالج و سایر سازمان‌ها با علاقه به ارتقای آموزش و پژوهش در منطقه قطب شمال است.
این دانشگاه در برنامه تحرک UArctic با نام north2north شرکت می‌کند. هدف از این برنامه، توانمندسازی دانشجویان موسسات عضو برای تحصیل در مناطق مختلف شمال است.

## آمار
دانشگاه فنلاند شرقی در مجموع حدود ۳۲۰۰ کارمند و ۱۶۰۰۰ دانشجو دارد.
وزارت آموزش و فرهنگ فنلاند از ۱ اوت ۲۰۱۳ حق اعطای مدرک در رشته حقوق را به دانشگاه فنلاند شرقی اعطا کرد و رشته‌های تحصیلی دانشگاه را به ۱۳ رشته افزایش داد و این دانشگاه را به چند رشته‌ای‌ترین دانشگاه فنلاند تبدیل کرد.

## رتبه‌بندی‌ها
دانشگاه فنلاند شرقی از زمان آغاز فعالیت خود در سال ۲۰۱۰، به طور مکرر، در واقع سالانه، در چندین رتبه‌بندی که دانشگاه‌های پیشرو جهان را فهرست می‌کنند، ظاهر شده است، اگرچه تقریباً در هر رتبه‌بندی در سال‌های گذشته جایگاه خود را از دست داده است. در رتبه‌بندی دانشگاه‌های برتر زیر ۵۰ سال جهان که توسط رتبه‌بندی دانشگاه‌های جهانی QS و رتبه‌بندی تایمز منتشر شده است، دانشگاه فنلاند شرقی توسط QS (۲۰۲۱) رتبه ۷۱-۸۰ و توسط THE (۲۰۱۹) رتبه ۴۹ را کسب کرد.
در سال ۲۰۱۲، دانشگاه فنلاند شرقی توسط Times Higher Education در بین ۳۰۰-۳۵۰ دانشگاه برتر جهان قرار گرفت. در سال ۲۰۲۳، دانشگاه فنلاند شرقی در رتبه ۶۰۱-۸۰۰ دانشگاه‌های جهان قرار گرفت و همه شاخص‌ها عملکرد ضعیف‌تری را نشان دادند. به طور مشابه، در سال ۲۰۱۲، این دانشگاه در رتبه ۳۰۲ رتبه‌بندی دانشگاه‌های جهانی QS قرار گرفت، رتبه‌ای که به ۵۵۱-۵۶۰ دانشگاه جهان کاهش یافته است. این روند از سال ۲۰۱۵ آغاز شد و همزمان با ریاست یوکا مونکونن بر دانشگاه، ادامه یافت. در آن سال، این دانشگاه در رتبه‌بندی دانشگاه‌های جهانی QS رتبه ۲۶۷ را کسب کرد که بالاترین امتیاز آن بود و از آن زمان تاکنون رتبه‌هایش تنزل یافته است. به طور مشابه، در رتبه‌بندی دانشگاهی دانشگاه‌های جهان در سال ۲۰۲۰ که توسط دانشگاه شانگهای جیائو تونگ منتشر شد، دانشگاه فنلاند شرقی در بین ۵۰۱ تا ۶۰۰ دانشگاه برتر جهان قرار داشت، رتبه‌ای که در سال ۲۰۲۳ به ۶۰۱ تا ۷۰۰ کاهش یافته است.